# Libertarianismo de direita

Bandeira de Gadsden utilizada como símbolo para o libertarianismo, com a frase "não pise em mim".

Libertarianismo de direita, também conhecido como capitalismo libertário ou libertarismo de direita, é uma filosofia política e um tipo de libertarianismo que apoia os direitos de propriedade capitalista e defende a distribuição dos recursos naturais e da propriedade privada pelo mercado. O termo libertário de direita é usado para distinguir esta classe de pontos de vista sobre a natureza da propriedade e do capital do libertarianismo de esquerda, um tipo de libertarianismo que combina autopropriedade com uma abordagem igualitária dos recursos naturais. Em contraste com o libertarianismo socialista, o libertarianismo de direita apoia o capitalismo de livre mercado. Como a maioria das formas de libertarianismo, ele apoia as liberdades civis, especialmente o direito natural, os direitos negativos e uma redefinição do moderno estado de bem-estar.

O pensamento político da direita libertaria caracteriza-se pela prioridade normativa à liberdade, com a necessidade de maximizar o âmbito da liberdade individual e minimizar o proposito da autoridade pública. Os libertários de direita normalmente veem o Estado como a principal ameaça à liberdade. Este anti-estatismo difere das doutrinas anarquistas na medida em que se tem na base um individualismo intransigente que coloca pouca ou nenhuma ênfase na sociabilidade ou cooperação humana. A filosofia libertária de direita também está enraizada nas ideias de direitos individuais e economia do laissez-faire. A teoria dos direitos individuais da direita libertária geralmente segue o princípio da apropriação original e a teoria da propriedade do trabalho, enfatizando a autopropriedade, como também dando a importância que as pessoas têm um direito absoluto à propriedade que seu trabalho produz. Em termos economicos, os libertários de direita encaram qualquer tentativa de modificar o sistema de mercado como prejudicial e negativo, reforçando os mecanismos e a natureza auto-reguladora do mercado enquanto retratam a intervenção governamental e as tentativas de redistribuir a riqueza como invariavelmente dispensáveis e contraditórios. Embora todos os libertários de direita se oponham à intervenção governamental, há uma divisão entre os anarcocapitalistas, que veem o estado como um mal desnecessário e querem que os direitos de propriedade não sejam protegidos por lei conforme os estatuos, mas sim através de responsabilidades civis gerada pelo mercado, contratos e leis de propriedade privada; e minarquistas, que defendem a necessidade de um estado mínimo, muitas vezes referido como um Estado Guarda-Noturno, para fornecer aos seus cidadãos os tribunais, as forças armadas e a polícia.
Embora influenciado pelo pensamento liberal clássico, e com autores vendo o libertarianismo de direita como uma consequência ou uma variante dele, existem na realidade diferenças significativas. Edwin Van de Haar argumenta que "confusamente, nos Estados Unidos o termo libertarianismo às vezes também é usado por liberais clássicos. Mas isso equivocadamente mascara as diferenças entre os dois." O liberalismo clássico se recusa a dar prioridade à liberdade sobre a ordem e, portanto, não exibe a hostilidade e antipatia ao estado, essa do qual é a característica definidora do libertarianismo. Como também, libertários de direita acreditam que os liberais clássicos apresentam ainda muito envolvimento com o Estado, argumentando que eles não têm respeito suficiente pelos direitos de propriedade individual e não possuem confiança suficiente no funcionamento do livre mercado e à sua ordem espontânea, levando a consequência da existência de um Estado muito maior. Também se é discordado por os liberais clássicos sustentarem demais os bancos centrais e as políticas monetaristas.
Como em todas as variedades do libertarianismo, os libertários de direita referem-se a si mesmos simplesmente como libertários. Como sendo o tipo mais comum de libertarianismo nos Estados Unidos, desde o século 20 o libertarianismo de direita tornou-se a referencia mais comum do termo libertario, no entanto, quanto à historia e em outros lugares do mundo continua a ser amplamente usado para se referir a formas anti-estatais de socialismo, como o anarquismo, bem como o comunismo libertário / marxismo libertário e o libertário socialismo. Na época de Murray Rothbard, que popularizou o termo libertário nos Estados Unidos durante a década de 1960, os movimentos anarcocapitalistas começaram a se autodenominar libertários, levando ao surgimento do termo libertário de direita para distingui-los. O próprio Rothbard reconheceu a cooptação do termo e se gabou da "captura [...] do inimigo".

## Definição

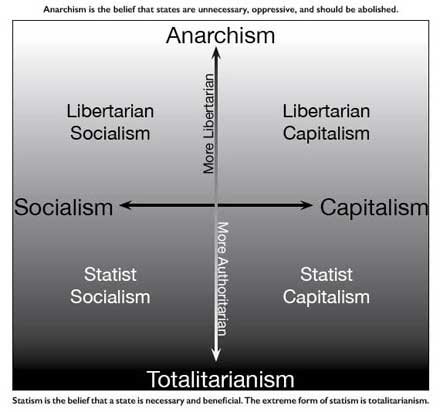
Um diagrama de grupo econômico no qual o Libertarianismo de direita cai dentro do capitalismo libertário, enquanto se opõem ao capitalismo de estado, apoiando, em vez disso, a economia do laissez-faire dentro do capitalismo

As pessoas descritas como libertárias de esquerda ou de direita geralmente tendem a se chamar simplesmente libertárias e se referem à sua filosofia como libertarianismo. Diante disso, alguns autores e cientistas políticos classificam as formas de libertarianismo binariamente em dois grupos, o libertarianismo de esquerda e o libertarianismo de direita, a distinguir apenas nas visões libertárias sobre a natureza da propriedade e do capital.
O termo libertário foi usado pela primeira vez por pensadores do Iluminismo tardio, referindo-se a àqueles que acreditavam no livre-arbítrio, em oposição as liberdades definidas sob necessidade, uma filosofia agora em desuso que postulava uma espécie de determinismo. A palavra libertário foi registrada pela primeira vez em 1789, cunhada pelo historiador britânico William Belsham, em uma discussão contra o livre-arbítrio do ponto de vista determinista do autor. Esse debate entre o libertarianismo no sentido filosófico-metafísico e o determinismo continuaria no início do século XIX, especialmente na extensão da teologia protestante. O Dicionário Merriam-Webster, em inglês, afirma o antigo uso da palavra libertário ao descrever seu significado como “um defensor da doutrina do livre-arbítrio” e, tomando uma definição ampla, também diz que é “uma pessoa que sustenta os princípios da liberdade individual, especialmente no pensamento e na ação".
Muitas décadas depois, o termo libertário foi usado pelo comunista libertário francês Joseph Déjacque para significar uma forma de política de esquerda referindo ao anarquismo e ao socialismo libertário desde meados do século XIX. Com o desenvolvimento moderno de ideologias libertárias de direita como o anarcocapitalismo e o minarquismo, foi se cooptado o termo libertário em meados do século 20 para defender o capitalismo laissez-faire e os direitos de propriedade privada, como sobre terras, infra-estrutura e recursos naturais. O libertarianismo socialista foi incluído dentro da extensão do libertarianismo de esquerda enquanto o libertarianismo de direita se refere principalmente ao capitalismo laissez-faire como o anarcocapitalismo de Murray Rothbard e o minarquismo de Robert Nozick.
O libertarianismo de direita tem sido descrito como uma combinação de liberdade individual e oposição ao Estado, com forte apoio ao livre mercado e à propriedade privada. Os direitos de propriedade é a questão que fragmenta as filosofias libertárias. De acordo com Jennifer Carlson, o libertarianismo de direita é a forma dominante de libertarianismo nos Estados Unidos. Os libertários de direita "veem direitos de propriedade privada como a base para a liberdade e, portanto, são - para citar o título do texto de Brian Doherty sobre libertarianismo nos Estados Unidos -" Radicais pelo Capitalismo ".
Herbert Kitschelt e Anthony J. McGann contrastam o libertarianismo de direita como - "uma estratégia que combina posições pró-mercado com oposição à autoridade hierárquica, apoio à participação política não convencional e apoio ao feminismo e ao ambientalismo" - com a personalidade autoritária de direita.
Mark Bevir sustenta que existem três tipos de libertarianismo, ou seja, libertarianismo de esquerda, libertarianismo direita e consequencialista, conforme descrito por Friedrich Hayek.

O Diagrama de Nolan

De acordo com o libertário americano contemporâneo Walter Block, libertários de esquerda e de direita concordam com certas premissas, mas "onde [eles] diferem é em termos das implicações lógicas dos axiomas fundadores". Embora alguns libertários possam rejeitar o espectro político, especialmente o enquadramentopolítico de esquerda-direita, o libertarianismo de direita foram descritas como sendo de direita, Nova Direita, Direita Radical e reacionária.
O ativista e político libertário americano David Nolan, o principal fundador do Partido Libertário dos estados unidos, desenvolveu o que hoje é conhecido como Diagrama de Nolan para substituir o tradicional espectro político de esquerda-direita. O Diagrama de Nolan tem sido usada por vários libertários americanos modernos e libertários de direita que rejeitam o espectro político tradicional por sua falta de inclusão e verem a si próprios como ao "norte do centro". Ele é usado quantificando visões libertárias típicas que apoiam tanto o livre mercado quanto as liberdades sociais e rejeitam o que eles veem como restrições à liberdade econômica e pessoal impostas pela esquerda e pela direita, embora este último ponto seja criticado. Outros libertários rejeitam a separação entre liberdade pessoal e econômica ou argumentam que o Diagrama de Nolan não dá peso à política externa.
Desde o ressurgimento do neoliberalismo na década de 1970, o Libertarianismo de direita se espalhou para além da América do Norte por meio de instituições intelectuais, mais conhecido como think tanks. Nos Estados Unidos, o Libertarianismo é cada vez mais visto sobre sua visão capitalista de livre mercado.

## Terminologia
Como termo, o libertarianismo de direita é usado por alguns analistas políticos, acadêmicos e fontes da mídia, especialmente nos Estados Unidos, para descrever a filosofia libertária que apoia o capitalismo de livre mercado e o direito à propriedade, além de apoiar o governo limitado e a autopropriedade, sendo comparado a contraposto das visões de esquerda que não apoiam a esses pontos. Na maior parte do mundo, essa posição política específica é mais conhecida como liberalismo clássico, liberalismo econômico e neoliberalismo. Está principalmente associado à política de direita, ao apoio ao livre mercado e à propriedade privada de bens de capital. Além disso, é geralmente contraposto com ideologias semelhantes, como a social-democracia e o liberalismo social, que geralmente favorecem formas alternativas de capitalismo, como economias mistas, capitalismo de estado e capitalismo de bem-estar social.
Peter Vallentyne escreve que o libertarianismo sendo definido como sobre autopropriedade, não é uma doutrina de direita no contexto do típico espectro político de esquerda-direita, pois em questões sociais tende a ser de esquerda, opondo-se a leis que restringem relações sexuais consensuais ou o uso de drogas por adultos, bem como leis que obrigam visões ou forçam práticas religiosas e serviço militar obrigatório. Ele define o libertarianismo de direita como que os recursos naturais sem dono "podem ser apropriados pela primeira pessoa que os descobre, realiza algo com, ou meramente os reivindica - sem o consentimento de outros, e com pouco ou nenhum pagamento a eles". Ele contrasta isso com o libertarianismo de esquerda, onde tais "recursos naturais inapropriados pertencem a todos de alguma maneira igualitária". Da mesma forma, Charlotte e Lawrence Becker sustentam que o libertarianismo de direita na maioria das vezes se refere à posição política de que, porque os recursos naturais são originalmente sem dono, eles podem ser apropriados à vontade por partes privadas sem o consentimento de, ou devido a, outros.
Samuel Edward Konkin III, que caracterizou o agorismo como uma forma de libertário de esquerda e como ramo estratégico o anarquismo de livre mercado, definiu o libertarianismo de direita como um "ativismo, organização, exposição ou tendência que apoia a Soberania parlamentar exclusivamente como a estratégia para reduzir ou abolir o Estado, do qual tipicamente se opõe à Contra-Economia, ou se opõe ao Partido Libertário ou trabalha para arrastá-lo para a direita e prefere coalizões com conservadores supostamente de "livre mercado".
Anthony Gregory sustenta que o libertario "pode referir-se a quaisquer números de orientações políticas variadas possíveis e, por vezes, mutuamente exclusivas". Embora sustentando que a distinção importante para os libertários não é esquerda ou direita, mas se eles são "apologistas do governo que usam a retórica libertária para defender a agressão do Estado", ele descreve o libertarianismo de direita como tendo e mantendo o interesse na liberdade econômica, preferindo um estilo de vida conservador, vendo os negócios privados como uma "grande vítima do Estado" e favorecendo uma política externa não intervencionista, compartilhando a ideia da Velha Direita Estadunidense de "oposição ao império".

### Velha direita Estadunidense
Murray Rothbard, cuja influencia pessoal e seus escritos ajudaram a criar algumas vertentes do libertarianismo de direita, escreveu sobre a Velha Direita nos Estados Unidos, como sendo uma coalizão de indivíduos livres formada na década de 1930 à se oporem ao New Deal no país e ao intervencionismo militar realizados no exterior, e que "não se descreviam ou se consideravam conservadores: queriam revogar e derrubar, não conservar". Bill Kauffman também escreveu sobre esses "libertários da velha direita". Peter Marshall data o libertarianismo de direita e o anarcocapitalismo em particular de costumes à Velha Direita e como sendo popularizado novamente pela Nova Direita.
Indivíduos que são vistos nesta tradição libertária da Velha Direita incluem Frank Chodorov, John T. Flynn, Garet Garrett, Rose Wilder Lane, HL Mencken, Albert Jay Nock e Isabel Paterson. O que esses pensadores tinham em comum era a oposição à ascensão do estado de gestão (Managerial State) durante a Era Progressista de 1890 à 1920, e a sua expansão em conexão com o New Deal e o Fair Deal enquanto desafiavam o imperialismo e o intervencionismo militar. No entanto, a Velha Direita era um rótulo sobre o qual muitas ou a maioria dessas figuras eram céticas, pois a maioria se considerava efetivamente como liberais clássicos, em vez das pautas de defesa nacional e conservadorismo social de pensadores associados ao movimento conservador que vieram antes, com Chodorov escrevendo: "Quanto a mim, vou dar um soco no nariz de quem me chamar de conservador. Eu sou um radical". Sua oposição e resistência ao estado aproximavam-se do anarquismo filosófico junto ao Nock e equivaliam à apátrida no caso de Chodorov. Por outro lado, Lew Rockwell e Jeffrey Tucker identificam a Velha Direita como culturalmente conservadora, argumentando que "a autoridade social [vigorosa] - como incorporada na família, igreja e outras instituições mediadoras - é um alicerce da sociedade virtuosa" e que "[a] ética igualitária é moralmente repreensível e destrutiva da propriedade privada e da autoridade social".
Enquanto o termo libertário foi popularizado pelo socialista libertário Benjamin Tucker por volta do final da década de 1870 e início da década de 1880, HL Mencken e Albert Jay Nock foram as primeiras grandes figuras nos Estados Unidos a se descreverem como libertários usando como sinônimo de liberal. Eles acreditavam que Franklin D. Roosevelt havia cooptado a palavra liberal para suas políticas do New Deal, às quais se divergiam, e assim usavam libertário para significar sua fidelidade ao liberalismo clássico, individualismo e ao governo limitado.
Na década de 1960, Rothbard iniciou a publicação Esquerda e Direita: Um Jornal do Pensamento Libertário, acreditando que o espectro político esquerda-direita havia se tornado "totalmente torto" já que os conservadores eram às vezes mais estatistas do que os liberais e tentavam chegar aos esquerdistas e ir para além da esquerda e da direita. Em 1971, Rothbard escreveu sobre o libertarianismo de direita, do qual descreveu como o apoio ao livre comércio, direitos de propriedade e autopropriedade. Rothbard mais tarde o descreveria como anarcocapitalismo e paleolibertarianismo.

## Filosofia
O libertarianismo de direita desenvolveu-se nos Estados Unidos em meados do século 20 a partir das obras de escritores liberais europeus como John Locke, Friedrich Hayek e Ludwig von Mises e é a concepção mais popular de libertarianismo nos Estados Unidos hoje. É comumente referido como uma continuação ou radicalização do liberalismo clássico. Os mais importantes desses primeiros filósofos libertários de direita eram libertários americanos modernos, como Robert Nozick e Murray Rothbard.
Embora muitas vezes compartilhem a defesa dos libertários de esquerda pela liberdade social, os libertários de direita também valorizam o capitalismo enquanto rejeitam instituições que intervêm no livre mercado, alegando que tais intervenções representam coerção desnecessária de indivíduos e, portanto, uma violação de sua liberdade econômica. Os anarcocapitalistas buscam a eliminação completa do Estado em favor das agências privadas de defesa, enquanto os minarquistas defendem o Estado Minimo que mantêm apenas as funções de governo necessárias para salvaguardar os direitos naturais, entendidos em termos de autopropriedade ou autonomia.
Os libertários de direita são liberais econômicos da Escola Austríaca (maioria) ou da escola de economia de Chicago (minoria) e apoiam o capitalismo laissez-faire que eles definem como o livre mercado em oposição ao capitalismo de estado e intervencionismo. O libertarianismo de direita e seu individualismo têm sido discutidos como parte da Nova Direita em relação ao neoliberalismo e ao thatcherismo. No século 20, o conservadorismo liberal da Nova Direita influenciado pelo libertarianismo de direita marginalizou outras formas de conservadorismo.

A Enciclopédia de Filosofia de Stanford descreve a filosofia libertária de direita da seguinte forma:
O libertarianismo é muitas vezes visto como uma doutrina de 'direita'. Isso, no entanto, é equivocado por pelo menos duas razões. Primeiro, em questões sociais – ao invés de econômicas –, o libertarianismo tende a ser de “esquerda”. Opõe-se a leis que restringem relações sexuais consensuais e privadas entre adultos (por exemplo, sexo homossexual, sexo fora do casamento e sexo desviante), leis que restringem ou proibem o uso de drogas, leis que impõem visões ou práticas religiosas a indivíduos e serviço militar obrigatório. Em segundo lugar, além da versão mais conhecida do libertarianismo – o libertarianismo de direita –, há também uma versão conhecida como “libertarianismo de esquerda”. Ambos endossam a autopropriedade plena, mas diferem no que diz respeito aos poderes que os agentes têm para apropriar-se dos recursos naturais desapropriados (terra, ar, água, etc.).).
Os libertários de direita se distinguem da tradição libertária dominante por sua relação com a propriedade e o capital. Embora tanto o libertarianismo quanto o libertarianismo de direita compartilhem uma antipatia geral pelo poder de uma autoridade governamental, o último isenta o poder exercido pelo capitalismo de livre mercado. Historicamente, libertários como Herbert Spencer e Max Stirner apoiaram a proteção da liberdade de um indivíduo dos poderes do governo e da propriedade privada. Enquanto condenam a usurpação governamental nas liberdades pessoais, os libertários de direita apoiam as liberdades com base em seu acordo com os direitos de propriedade privada, e a abolição das insignificâncias públicas é um tema comum nos escritos dos libertários de direita.
Embora associado ao capitalismo de livre mercado, o libertarianismo de direita não se opõe em princípio do voluntarismo, nem ao igualitarismo e ao socialismo voluntario. No entanto, os libertários de direita acreditam que seu sistema econômico defendido seria superior e que as pessoas o prefeririam ao invés do socialismo. Para Nozick, isso não implica apoio ao capitalismo, mas meramente que o capitalismo é compatível com o libertarianismo, algo que é rejeitado pelos libertários anticapitalistas.
De acordo com escritor Stephen Metcalf, Nozick expressou sérias dúvidas sobre o capitalismo, chegando ao ponto de rejeitar muitos dos fundamentos da teoria com base em que a liberdade pessoal às vezes só pode ser totalmente realizada por meio de uma política coletivista e que a riqueza às vezes é redistribuída com justiça via tributação para proteger a liberdade de muitos da potencial tirania de poucos excessivamente egoístas e poderosos. Nozick sugeriu que os cidadãos que se opõem à redistribuição de riqueza e que involuntariamente financiam programas aos quais se opõem deveriam poder optar por não participar, e em contra partida apoiar as instituições de caridade aprovadas pelo governo com uma sobretaxa adicional de 5%. No entanto, Nozick não parou de se identificar como um libertário em um sentido amplo e Julian Sanchez argumentou que seus pontos de vista simplesmente se tornaram mais sutis.

### Princípio da não-agressão
O axioma da não agressão é um princípio ético frequentemente apelado como base para a teoria dos direitos libertários. O princípio proíbe a “agressão”, que é entendida como toda e qualquer interferência forçada com a pessoa ou a propriedade de qualquer indivíduo, exceto à aquela em resposta da interferência forçada por parte desse indivíduo.
O axioma é frequentemente considerado virtualmente equivalente à lei de Herbert Spencer de igual liberdade ("Todo homem tem liberdade para fazer tudo o que ele quer, desde que não infrinja a igual liberdade de qualquer outro homem"), ou ao princípio da propriedade de si mesmo, com a extensão do limite de um indivíduo sendo limitada apenas pelos limites semelhantes de outros.
De acordo com o princípio do axioma da não agressão, todos os atos de agressão contra os direitos dos outros – sejam cometidos por indivíduos ou por governos – são injustos. O princípio da não-agressão (PNA) é frequentemente descrito como a base de várias filosofias libertárias atuais, incluindo o libertarianismo de direita. O PNA é uma postura moral que define ações incompatíveis contra a propriedade privada. Definindo a agressão e o início da força como violação desses direitos. O PNA e os direitos de propriedade estão intimamente ligados, pois o que constitui agressão depende do que se considera ser propriedade.
Embora o princípio tenha sido usado retoricamente para se opor a políticas como alistamento militar, tributação e leis de crimes sem vítimas, o uso do PNA como justificativa para o libertarianismo de direita foi criticado como a falácia do raciocínio circular e como uma ofuscação retórica da natureza coercitiva da aplicação da lei da direita libertaria acerca da propriedade pois o princípio redefine a agressão em seus próprios termos.

### Direitos de propriedade
Embora haja um debate sobre se o libertarianismo de direita e o libertarianismo de esquerda ou o libertarianismo socialista "representam ideologias distintas em oposição a variações de um tema", o libertarianismo de direita é mais a favor da propriedade privada capitalista e dos direitos de propriedade. Os libertários de direita sustentam que os recursos naturais sem dono "podem ser apropriados pela primeira pessoa que os descobre, de acordo com a teoria da apropriação do trabalho, ou simplesmente os reivindica - sem o consentimento de outros, e com pouco ou nenhum pagamento a eles". Isso contrasta com o libertarianismo de esquerda em que "recursos naturais não apropriados pertencem a todos de alguma maneira igualitária". Os libertários de direita acreditam que os recursos naturais são originalmente sem dono e, portanto, as partes privadas podem apropriar-se deles à vontade sem o consentimento de, ou devido a, outros (por exemplo, um imposto sobre o valor da terra).
Os libertários de direita também são chamados de propertários porque sustentam que as sociedades nas quais os direitos de propriedade privada são aplicados são as únicas que são éticas e levam aos melhores resultados possíveis. Apoiando o capitalismo de livre mercado e não se opõem a nenhuma concentração de poder econômico, desde que ocorra por meios não coercitivos. Isso tem sido criticado porque "os detentores de grandes quantidades de propriedade têm grande poder para ditar os termos em que outros trabalham para eles e, portanto, o poder de 'forçar' outros a serem recursos para eles".

### Estado

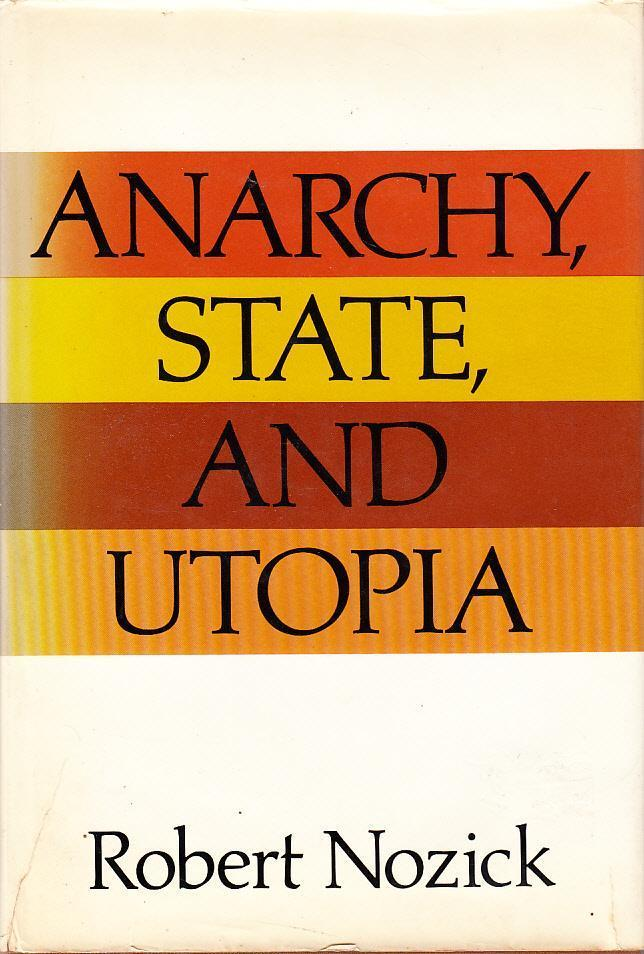
Anarquia, Estado e Utopia (1974), um livro do filósofo Robert Nozick defendendo um estado mínimo

Há um debate entre os libertários de direita sobre se o Estado é ou não legítimo. Enquanto os anarcocapitalistas defendem sua abolição total, os minarquistas apoiam o estado mínimo, muitas vezes chamados de estado guarda-noturno. Os minarquistas sustentam que o Estado é um mal necessário para a proteção dos indivíduos contra agressão, quebra de contrato, fraude e roubo. Eles acreditam que as únicas instituições governamentais legítimas são os tribunais, o exercito e a policia, embora alguns expandam essa lista para incluir os poderes executivo e legislativo, bombeiros e prisões. Esses minarquistas justificam o Estado alegando que ele é a consequência lógica da adesão ao princípio da não agressão. Alguns minarquistas argumentam que um estado é inevitável, acreditando que a anarquia é desiludida. Outros argumentam que a anarquia é imoral porque implica que o princípio da não agressão é opcional e não suficiente para ser mandatório porque a aplicação das leis sob a anarquia é aberta à concorrência.; Outra justificativa comum é que as agências privadas de defesa e os escritórios de justiça tenderiam a representar os interesses daqueles que lhes pagam o suficiente.
Os libertários de direita, como os anarcocapitalistas, argumentam que o estado viola o princípio da não agressão (PNA) por sua natureza, pois os governos usam a força da coerção contra aqueles que à exceção não roubam, vandalizam propriedades privadas ou agrediram alguém. Outros argumentam que os monopólios tendem a ser corruptos e ineficientes e que as agências privadas de defesa e tribunais teriam que ter uma boa reputação para permanecer no negócio. Linda e Morris Tannehill argumentam que nenhum monopólio coercitivo da força pode surgir em um mercado verdadeiramente livre e que os cidadãos de um governo podem abandoná-los em favor de uma agência de proteção e defesa competente.
O filósofo Moshe Kroy argumenta que o desacordo entre os anarco-capitalistas que aderem à visão de Murray Rothbard sobre a consciência humana e a natureza dos valores, e os minarquistas que aderem à visão de Ayn Rand sobre a consciência humana e a natureza dos valores sobre se o Estado é moral ou não, não se deve a um desacordo sobre a interpretação correta de uma postura ética mutuamente sustentada. Ele argumenta que o desacordo entre esses dois grupos é, em vez disso, o resultado de seu desacordo sobre a natureza da consciência humana, e que cada grupo está fazendo a interpretação correta de suas diferentes premissas. Segundo Kroy, esses dois grupos não estão errando em deduzir a interpretação correta de qualquer postura ética porque não possuem a mesma postura ética.

### Imposto é Roubo
A ideia de tributação como roubo é um ponto de vista encontrado em várias filosofias políticas. Sob essa visão, o governo viola e desrespeita os direitos de propriedade ao impor a cobrança obrigatória de impostos. Os libertários de direita enxergam a tributação como uma violação do princípio da não agressão.

## Escolas de pensamento

### Anarcocapitalismo

Bandeira auri-negra, símbolo do anarcocapitalismo, adotada nos anos 1960.

O anarcocapitalismo defende a eliminação dos estados centralizados em favor ao capitalismo, contratos, livre mercado, soberania individual, propriedade privada, a interpretação libertária de direito de autopropriedade e voluntarismo. Na ausência de estatuto, os anarcocapitalistas sustentam que a sociedade tende a se auto-regular e civilizar contratualmente através da participação no livre mercado, que eles descrevem como uma sociedade voluntária. Em uma sociedade anarcocapitalista, tribunais, aplicação da lei e todos os outros serviços de segurança seriam fornecidos por concorrentes com financiamento privado, em vez de impostos, e o dinheiro seria fornecido de forma privada e competitiva em um mercado aberto. Sob o anarcocapitalismo, as atividades pessoais e econômicas seriam reguladas pelo direito privado e não pela política. Anarco-capitalistas apoiam o trabalho assalariado e acreditam que nem a proteção de pessoas e bens nem a compensação das vítimas requerem um estado. O Autarquismo promove os princípios do individualismo, a ideologia moral da liberdade individual e autoconfiança, ao mesmo tempo em que rejeita o governo compulsório e apoia a eliminação do governo em favor de governar a si mesmo com a exclusão do governo de outros.

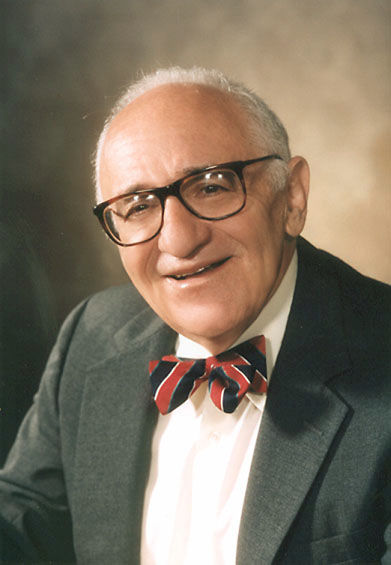
Murray Rothbard

A versão mais conhecida do anarcocapitalismo foi formulada em meados do século 20 pelo economista da Escola Austríaca e paleolibertário Murray Rothbard. Amplamente considerado como seu fundador, Rothbard combinou a abordagem de livre mercado da Escola Austríaca com as visões dos direitos humanos e uma rejeição do estado dos anarquistas e mutualistas individualistas americanos do século XIX, como Lysander Spooner e Benjamin Tucker, rejeitando seu anticapitalismo e a economia socialista, juntamente com a teoria do valor-trabalho e as as implicações normativas que dela derivaram.
Enquanto alguns autores consideram o anarco-capitalismo uma forma de anarquismo individualista, isso tem sido criticado por se ter tomado pelo valor do nome anarquista e mal-compreendido pelos atos dos anarquistas individualistas do século 19, que eram anticapitalistas, socialistas libertários e mutualistas. Rothbard argumentou que o anarquismo individualista é diferente do anarcocapitalismo e outras teorias capitalistas devido aos anarquistas individualistas que manterem a teoria do valor-trabalho e a economia socialista. Muitos ativistas anarquistas e estudiosos negam que o anarcocapitalismo seja uma forma de anarquismo, ou que o capitalismo seja compatível com o anarquismo, considerando-o como libertário de direita. Os anarcocapitalistas se distinguem dos anarquistas e minarquistas. Os últimos defendem um estado limitado a proteger os indivíduos da agressão e impor a propriedade privada. Por outro lado, os anarquistas apoiam a propriedade pessoal (definida em termos de posse e uso, ou seja, usufruto mutualista) e se opõem à concentração de capital, juros, monopólio, propriedade privada da propriedade produtiva, como os meios de produção (capital, terra e meios de trabalho), lucro, renda, usura e escravidão assalariada que são vistas como inerentes ao capitalismo. A ênfase do anarquismo no anticapitalismo, no igualitarismo e na extensão da comunidade e individualidade o diferencia do anarcocapitalismo e de outros tipos de libertarianismo de direita.
Ruth Kinna escreve que o anarcocapitalismo é um termo cunhado por Rothbard para descrever "um compromisso com a propriedade privada não regulamentada e a economia laissez-faire, priorizando os direitos de liberdade dos indivíduos, sem restrições pela regulamentação governamental, para acumular, consumir e determinar os padrões de suas vidas como bem entenderem". De acordo com Kinna, os anarcocapitalistas "às vezes se rotulam de anarquistas de mercado porque reconhecem as conotações negativas do 'capitalismo'. Mas as literaturas do anarcocapitalismo baseiam-se na teoria liberal clássica, particularmente na Escola Austríaca – Friedrich von Hayek e Ludwig von Mises – em vez das tradições anarquistas que conhecemos. A filosofia laissez-faire, antigovernamental e corporativa de Ayn Rand — Objetivismo — às vezes é associada ao anarcocapitalismo". Outros estudiosos também associam o anarcocapitalismo a escolas liberais antiestatais, como liberalismo neo-classico, o neoliberalismo radical e o libertário de direita. O anarcocapitalismo é geralmente visto como parte da Nova Direita.

### Libertarianismo conservador

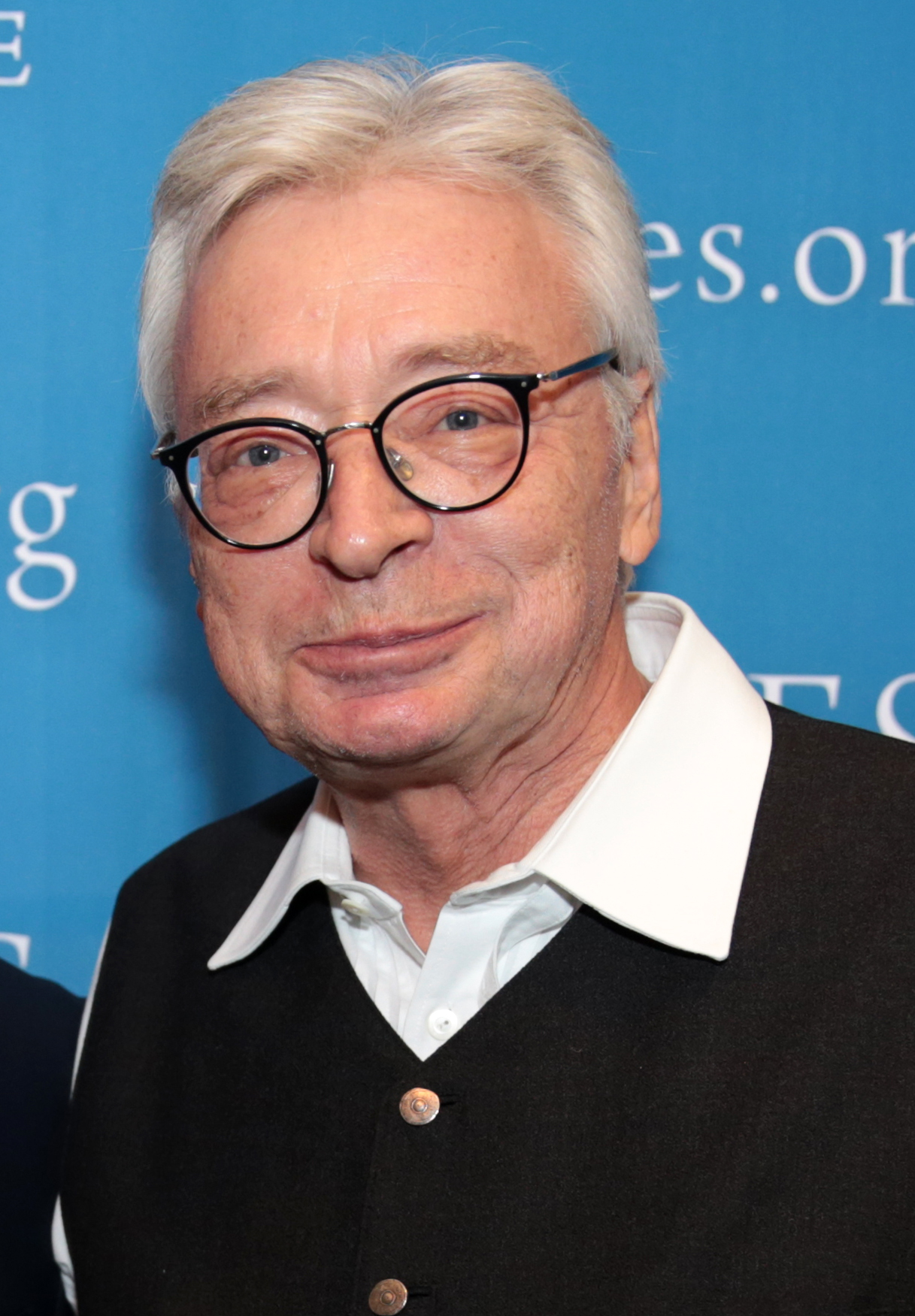
Hans-Hermann Hoppe

O libertarianismo conservador combina economia laissez-faire e valores conservadores. Defendem a maior liberdade econômica possível e a menor regulação governamental possível da vida social, ao mesmo tempo em que atrela isso ao conservadorismo tradicionalista, enfatizando a autoridade e o dever.
O libertarianismo conservador prioriza a liberdade como seu principal destaque, promovendo a liberdade de expressão, a liberdade de escolha e o capitalismo laissez-faire para alcançar fins culturais e sociais conservadores enquanto rejeita a engenharia social liberal. Isso também pode ser entendido como a ascensão da sociedade civil por meio de instituições e autoridades conservadoras como educação, família, pátria e religião na busca de fins libertários por menos poder estatal.
Nos Estados Unidos, o libertarianismo conservador combina conservadorismo e libertarianismo, representando a ala conservadora do libertarianismo e vice-versa. O Fusionismo combina conservadorismo tradicionalista e conservadorismo social com economia laissez-faire. Do qual está mais intimamente associado ao filosofo politico Frank Meyer. Hans-Hermann Hoppe é um conservador cultural libertário de direita, cuja crença nos direitos dos proprietários de propriedade de estabelecer comunidades de alianças privadas, das quais homossexuais e dissidentes políticos poderiam ser "fisicamente afastados", provou ser particularmente uma ideia divisiva no meio libertario. Hoppe também gerou controvérsia devido ao seu apoio a limites restritivos à imigração, que os críticos argumentam estar em desacordo com o libertarianismo.

### Minarquismo
Dentro da filosofia libertária de direita, o minarquismo apoia o estado mínimo, um modelo de estado cujas únicas funções são fornecer aos seus cidadãos tribunais, exercito e policia, protegendo-os de agressões, quebra de contrato, fraude e roubo enquanto aplica as leis de propriedade. A Grã-Bretanha do século XIX foi descrita pelo historiador Charles Townshend como uma abre-alas desta forma de governo entre os países europeus.
Estado mínimo como termo estado de guarda-noturno (em alemão:  Nachtwächterstaat) foi cunhado pelo socialista alemão Ferdinand Lassalle, defensor do socialismo de estado social-democrata, para criticar o estado burguês. O economista da Escola Austríaca Ludwig von Mises, um liberal clássico que influenciou grandemente o libertarianismo de direita, mais tarde opinou que Lassalle tentou fazer um governo limitado parecer algo ridículo, mas que não era mais ridículo do que os governos que se preocupam com "a preparação de chucrute, com o fabricação de botões de calças, ou com a publicação de jornais".
Robert Nozick, um defensor da direita libertária do minarquismo, recebeu um dos mais importantes prêmios literarios, o National Book Award, na categoria Filosofia e Religião por seu livro Anarquia, Estado e Utopia (1974), onde argumentou que apenas um estado mínimo limitado às funções estreitas de proteção contra "força, fraude, roubo e administração de tribunais de justiça" poderia ser justificada sem violar os direitos das pessoas.

### Liberalismo neoclássico

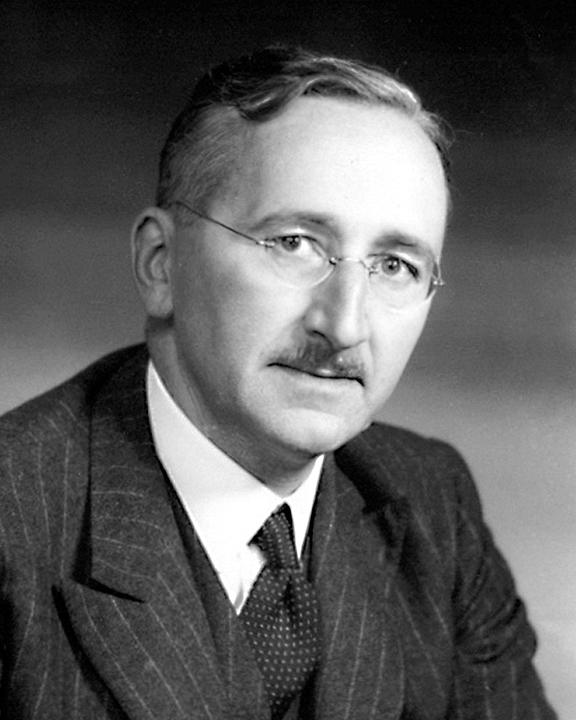
Friedrich Hayek

Tradicionalmente, a importância primária do liberalismo foi colocada em garantir a liberdade do indivíduo, limitando o poder do governo e maximizando o poder das forças do livre mercado. Como filosofia política, defendia as liberdades civis sob o estado de direito, com ênfase na liberdade econômica. Estreitamente relacionado ao liberalismo econômico, desenvolveu-se no início do século XIX, surgindo como resposta à urbanização e à Revolução Industrial na Europa e nos Estados Unidos. Do qual defendia um governo limitado e acreditava na política econômica do laissez-faire.
Construído sobre ideias que já haviam surgido no final do século XVIII, como ideias selecionadas de John Locke, Adam Smith, Thomas Robert Malthus, Jean-Baptiste Say e David Ricardo, baseou-se na economia clássica e nas ideias econômicas adotadas por Smith em A Riqueza das Nações e enfatizou a crença no progresso, na lei natural e no utilitarismo. Estes liberais eram mais desconfiados do que os conservadores, exceto quando se trata de governo mínimo, e adotaram a teoria de governo de Thomas Hobbes, acreditando que o governo havia sido criado por indivíduos para se protegerem uns dos outros. O termo liberalismo clássico foi aplicado em análise para distinguir o liberalismo anterior do século XIX do liberalismo social mais recente.
O neoliberalismo surgiu na era após a Segunda Guerra Mundial, durante a qual o liberalismo social era a forma dominante de liberalismo, enquanto o keynesianismo e a social-democracia eram as ideologias dominantes no mundo ocidental. Foi liderado por economistas neoclássicos como Friedrich Hayek e Milton Friedman, que defendiam a redução do Estado e um retorno ao liberalismo clássico, daí o termo liberalismo neoclássico, não se deve confundir com o liberalismo neoclassico de esquerda (Libertarianismo Bleeding-Heart) No entanto, aceitou alguns aspectos do liberalismo social, como algum grau de provisão de bem-estar pelo Estado, mas em escala muito reduzida. Hayek e Friedman usaram o termo liberalismo clássico para se referir às suas ideias, mas outros usam o termo para se referir a todo o liberalismo de antes do século 20, deixando de designar qualquer conjunto particular de visões políticas e por isso veem todos os desenvolvimentos modernos como sendo, por definição, não clássicos.
No final do século XIX, o liberalismo clássico evoluiu para o liberalismo neoclássico que defendia que o governo fosse o menor possível para permitir o exercício da liberdade individual. Em sua forma mais extrema, o liberalismo neoclássico defendia o darwinismo social. O libertarianismo de direita foi influenciado por essas escolas de liberalismo. E tem sido comumente referido como uma continuação ou uma radicalização do liberalismo clássico e referido como liberalismo neoclássico.

### Neolibertarianismo
O conceito de neolibertarianismo ganhou um pequeno número de seguidores em meados dos anos 2000 entre os comentaristas de direita que se distinguiam dos neoconservadores por seu apoio às liberdades individuais e dos libertários por seu apoio ao intervencionismo estrangeiro.

### Paleolibertarianismo

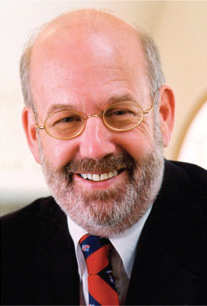
Lew Rockwell

O paleolibertarianismo foi desenvolvido pelos teóricos libertários americanos Murray Rothbard e Lew Rockwell. Combinando os valores culturais conservadores e a filosofia social com uma oposição libertária à intervenção do governo, do qual se impõe ao paleoconservadorismo.
Nos Estados Unidos, o paleolibertarianismo é uma corrente controversa devido às suas conexões com a direita alternativa e o movimento Tea Party. Além de sua postura anticontrole de armas em relação às leis de armas e políticas de apoio ao direito de manter e portar armas, esses movimentos, especialmente a Velha Direita Estadunidense e o paleoconservadorismo, estão unidos por uma postura anti-esquerda. No ensaio "Populismo de Direita: Uma Estratégia para o Movimento Paleo", Rothbard refletiu sobre a capacidade dos paleolibertários de se engajem e espalharem em um "interioranos" fundado no libertarianismo e no conservadorismo social. Ele citou o ex-deputado estadual da Louisiana David Duke e o ex-senador dos Estados Unidos Joseph McCarthy como modelos para o novo movimento.
Na Europa, o paleolibertarianismo coincide com significância com o populismo de direita. O ex-parlamentar da União Européia Janusz Korwin-Mikke, do KORWiN, apoia tanto a economia do laissez-faire quanto as posições anti-imigração e antifeministas.

### Propertárianismo
O propertárianista preconiza a substituição dos estados por relações contratuais. Os ideais propertarios são mais comumente citados para defender um estado ou outro órgão de governança cujo principal ou único trabalho é fazer cumprir os contratos e a propriedade privada.
O propertário é geralmente considerado libertário de direita porque "reduz todos os direitos humanos a direitos de propriedade, começando com o direito natural de autopropriedade".

O termo Propertário parece ter sido designado em 1963 por Edward Cain, que escreveu:
Como o uso da palavra "liberdade" refere-se quase exclusivamente à propriedade, seria útil se tivéssemos outra palavra, como "propertário", para descrevê-los. [...] A romancista Ayn Rand não é conservadora, mas afirma ser muito relevante. Ela é uma capitalista radical, e é o mais próximo do que quero dizer com uma propertária.

## Crítica
A crítica ao libertarianismo de direita inclui preocupações éticas, econômicas, ambientais, pragmáticas e filosóficas, incluindo a visão de que na realidade não possui uma teoria explícita da liberdade. Tem sido tambem argumentado que o capitalismo laissez-faire não produz necessariamente o melhor ou mais eficiente resultado, nem a sua filosofia individualista e as políticas de desregulamentação impedem o abuso dos recursos naturais.